# 神奈川県立相原高等学校
神奈川県立相原高等学校（かながわけんりつ あいはらこうとうがっこう）は、神奈川県相模原市緑区橋本台四丁目にある公立高等学校。全国でも珍しい、農業科と商業科を併置する専門高校である。長らく男子校であったが、1963年（食品化学科2期生）から女子生徒の受け入れを開始した。

## 歴史
1922年（大正11年）10月に「県立農蚕学校」として設立が認可され、翌1923年（大正12年）4月に神奈川県で2番目の甲種農学校として開校した。当初の校地は橋本駅南口からすぐの場所にあり、創立時約7.1haだった広大な敷地は相原村（旧小山村）の原清兵衛ほか20数名の寄付によるもので学校周辺は見渡す限りの桑畑と麦畑であった。橋本駅近くにありながら校名が「橋本高校」ではなく「相原高校」となったのは村名に由来して名付けられたためである。県立の橋本高校は別に存在しているが、移転前の相原高校の校地は橋本駅の目の前にあったことからと間違えられることがあった。また、橋本高校の最寄り駅は相原駅であり、移転前は逆転現象が起きていた。
開校から約半年後の1923年（大正12年）9月に関東大震災が発生したが、県立農蚕学校は被害が比較的軽かったため、森校長と教員、生徒50名余りで「救難自転車隊」を組織し、横浜の神奈川県庁まで救援物資を自転車で運んだ。輸送した救援物資は100貫（375kg）の農作物で、カボチャ、ジャガイモ、サトイモ、サツマイモ、ナスなどだった。また、2011年（平成23年）3月に発生した東日本大震災では帰宅困難者のために体育館を宿泊・休憩場所として開放した。
2019年（平成31年）春に職業能力開発総合大学校跡地に移転した。

## 沿革

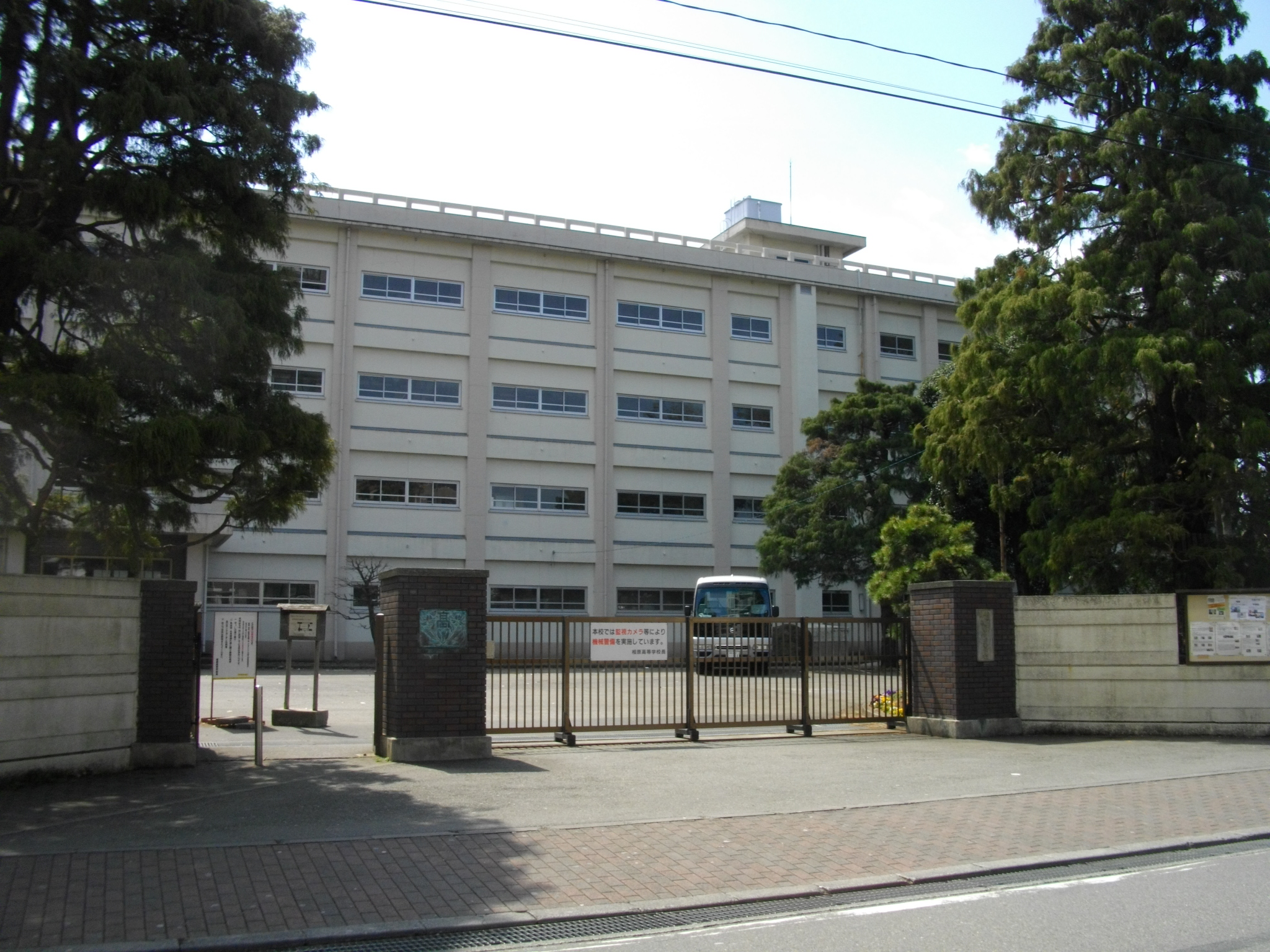
2018年度まで使用されていた橋本2丁目の旧校舎

- 1922年（大正11年）10月24日 - 神奈川県立農蚕学校として、文部大臣より認可。この日を開校記念日としている。
- 1923年（大正12年） 4月16日 - 開校。農業科、蚕業科設置、専修科付設。
- 1927年（昭和 2年） 3月31日 - 専修科を廃止。
- 1930年（昭和 5年） 4月1日 - 神奈川県立相原農蚕学校に改称。
- 1938年（昭和13年） 4月1日 - 蚕業科を農蚕科に改称。
- 1945年（昭和20年） 4月16日 - 女子農業科を設置。募集はこの年と次の年だけ。
- 1948年（昭和23年） 4月16日 - 定時制農業科を設置。
- 1949年（昭和24年） 4月1日 - 普通科を設置。女子農業科は3月に新制中学として卒業。
- 1954年（昭和29年） 2月1日 - 神奈川県立相原高等学校に改称。
- 1956年（昭和31年） 4月1日 - 工業化学科を設置。
- 1957年（昭和32年） 4月1日 - 農業科を畜産科と農芸科に分科。
- 1962年（昭和37年） 4月1日 - 食品化学科を設置。工業化学科は募集停止となる。
- 1964年（昭和39年） 3月 - 3月に最後の工業化学科卒業生が卒業する。
- 1965年（昭和40年） 4月1日 - 造園科と商業科2クラスを設置。普通科・農蚕科・農芸科は募集停止となる。
- 1967年（昭和42年） 3月 - 最後の普通科・農蚕科・農芸科卒業生が卒業する。
- 1970年（昭和45年） 4月1日 - 商業科を1クラス増設。定時制農業科は募集停止となる。
- 1973年（昭和48年） 3月 - 最後の定時制農業科卒業生が卒業する。
- 1990年（平成 2年） 4月1日 - 学科再編を実施。畜産科学科・食品科学科・環境土木科を設置。畜産科・食品化学科・造園科は募集停止となる。
- 1992年（平成 4年） 3月 - 最後の畜産科・食品化学科・造園科卒業生が卒業。
- 1992年（平成 4年） 4月1日 - 学科再編を実施。商業科1クラスを国際経済科に再編。
- 1994年（平成 6年） 4月1日 - 学科再編を実施。商業科1クラスを情報処理科に再編。
- 1995年（平成 7年） 4月1日 - 商業科が一部を残し、2クラス体制に。
- 1997年（平成 9年） 4月1日 - 商業科が1クラス体制に。
- 2013年（平成25年） 4月1日 - 商業科・国際経済科・情報処理科を総合ビジネス学科に再編。環境土木科を環境緑地科に再編。
- 2019年（平成31年） 4月1日 - 中央新幹線の途中駅である神奈川県駅（仮称）の建設により、同区橋本台四丁目に移転。

## 設置学科
- 畜産科学科
- 食品科学科
- 環境緑地科
- 総合ビジネス科

## 部活動
- 陸上部が1970年（昭和45年）12月の第21回全国高校駅伝大会で優勝している（関東勢としての高校駅伝初優勝）。また、この年の相原高校のエースが、後に箱根駅伝で12人抜きを達成する服部誠。服部は、インターハイ5000m、国体5000m優勝、全国高校駅伝1区区間賞と、「長距離三冠」を達成した選手である。
- 1990年代は女子バレー部が強く全国高等学校バレーボール選抜優勝大会やインターハイ出場、海外遠征などもしていた。
- 2006年にボウリング部が第61回国民体育大会ボウリング個人優勝を果たす。（当時のボウリング部は部員数1名）
- 2009年に女子卓球部が全国高等学校総合体育大会卓球競技大会初出場を果たす。なお、神奈川県大会優勝は公立としては54年ぶり。

## 学園祭
- 学園祭は「相陵祭」と呼ばれており、例年11月ごろ行なわれている。

## 交通機関
- 東日本旅客鉄道（JR東日本）横浜線、相模線、京王相模原線「橋本駅」南口より路線バスに乗車し、相模原協同病院バス停下車徒歩1分
- JR東日本横浜線相模原駅南口より路線バスに乗車し、相模原協同病院バス停下車徒歩1分（本数少）

## 著名な出身者
- 加山俊夫 - 前相模原市長
- 服部誠 - 元陸上競技選手。東京農業大学時代に箱根駅伝に出場。伝説の12人抜きで有名[2]。
- 山本吉光 - 元陸上競技選手。東京農業大学時代に箱根駅伝に出場し、4年連続区間賞[3]。

## リニア中央新幹線建設による校地移転
2013年9月18日、JR東海が神奈川県などに提出したリニア中央新幹線の環境影響評価準備書において、神奈川県に設置される駅位置について県や相模原市が誘致していた相原高校の地下に決定した。これに伴い、平成24年度末に小平市のキャンパスに移転した職業能力開発総合大学校跡地の一部を利用して当校を移転させることになり、移転後の新校舎は2019年（平成31年）4月に開校した。
なお、旧校地では樹齢100年のクスノキが学校のシンボルになっていたが、2025年（令和7年）4月23日に伐採された。

## エピソード
- 日本テレビ系列の番組「天才!志村どうぶつ園」で、福田彩乃が2013年～2014年にかけて体験入学した。